# Totdenringen
Totdenringen is tijdens carnaval een andere naam voor de plaats Teteringen.
Ieder jaar met carnaval krijgen de meeste dorpen/steden in Noord-Brabant voor vier dagen een alternatieve naam. Vaak wordt dan figuurlijk de sleutel van de stad overgedragen, en is de stad even "voor het feestende carnavalspubliek". De naam Totdenringen betekent letterlijk 'Tot de Ringen' waarmee de singels van Breda worden bedoeld. Tot na de Tweede Wereldoorlog lagen de gemeentegrenzen van Teteringen helemaal tot aan de singels van Breda.

## Motto's per jaar
- 1995 - We blijve ons eigen
- 1996 - We maoke ut wir
- 1997 - We draoje ut om
- 1998 - Veur 2 drieje deur oew knieje
- 1999 - We tobbe maor aon
- 2000 - Meej tijd en Dweile
- 2001 - Gift 'r maor unne draoi aon
- 2002 - Ikéb ur wel ore naor
- 2003 - We hebbe de poppekes aan ut dansen
- 2004 - We schrobbe ut dorp an
- 2005 - We groeje uit ons jaske
- 2006 - We geve ut durp wa kleur
- 2007 - Ben de gij ok de weg kwijt ?
- 2008 - We speule onder un hoedje
- 2009 - Witte gij wat ze deeje 44 jaar geleeje
- 2010 - Kriebelt ut bij jou ok wir
- 2011 - Hedde gij de tijd?
- 2012 - Ut kan alle kaante uit
- 2013 - We doen dur ‘n schepke bovenop
- 2014 - We moake d’r un sprookje van
- 2017 - We zijn dur onderstebove van
- 2018 - Bij ons gaot ut lampke nie ut
- 2019 - Ut klinkt als un klokske
- 2020 - 55 Sikskes op unne rij, wij zen dur zeker bij.
- 2021 - We maoke dur gin punt van
- 2022 - Doe ons maor un dubbele
- 2023 - We blijve plakke